# Cuigy-en-Bray
Cuigy-en-Bray település Franciaországban, Oise megyében. Lakosainak száma 966 fő (2022. január 1.). Cuigy-en-Bray Blacourt, Le Coudray-Saint-Germer, Espaubourg, Saint-Germer-de-Fly és Senantes községekkel határos.

## Népesség
A település népességének változása:
| Lakosok száma | 991  | 948  | 950  | 943  | 956  | 970  | 975  | 969  | 966  |
|               | 2013 | 2015 | 2016 | 2017 | 2018 | 2019 | 2020 | 2021 | 2022 |